# Vaughn, Novi Meksiko
Vaughn je gradić u okrugu Guadalupe u američkoj saveznoj državi Novom Meksiku. Prema popisu 2000. u Vaughnu je živjelo 539 stanovnika. 

## Povijest
Osnovan je početkom 20. stoljeća kao gradić kompanije Southern Pacific Railroad. Važnost gradića narasla je kad je druga željeznička pruga, Istočna željeznička pruga Novog Meksika (dio pruge Atchisona, Topeke i Santa Fea koji je vodio od Belena do Clovisa) dovršena 1907., a Vaughn je bio diobena točka. Veliki dvokatni depo, spremište za lokomotive i, hotel Harvey House ubrzo su izgrađeni. Inkorporiran je 1919., a prema američkom popis 1920. imao je 888 stanovnika.
U Vaughnu su snimani prizori iz filma Bobbie Jo and the Outlaw u kojem je glumila glumica iz poznate serije Wonder Woman Lynda Carter.

## Zemljopis
Nalazi se na 34°36′5″N 105°12′23″W / 34.60139°N 105.20639°W (34.601253, -105.206410). Prema Uredu SAD-a za popis stanovništva, zauzima 14,50 km2 površine, sve suhozemne.

## Stanovništvo
Prema podatcima popisa 2000. u Vaughnu je bilo 539 stanovnika, 232 kućanstva i 154 obitelji, a stanovništvo po rasi bili su 52,69% bijelci, 0,37% Indijanci, 43,97% ostalih rasa, 2,97% dviju ili više rasa. Hispanoamerikanaca i Latinoamerikanaca svih rasa bilo je 87,01%.

## Galerija
- Gradska vijećnica
- Depot
- Župa sv. Marije
- Prva baptistička crkva.
- 8. ulica/US 54,60,285
- Western Motel
- Travel Mart
- Američka topola.